# Norrbytjärnen
Norrbytjärnen är en sjö i Ljusdals kommun i Hälsingland och ingår i Ljusnans huvudavrinningsområde. Sjön har en area på 0,0807 kvadratkilometer och ligger 332,1 meter över havet.

## Delavrinningsområde
Norrbytjärnen ingår i det delavrinningsområde (684619-146712) som SMHI kallar för Mynnar i Loåns vattendragsyta. Medelhöjden är 386 meter över havet och ytan är 7,76 kvadratkilometer. Det finns ett avrinningsområde uppströms, och räknas det in blir den ackumulerade arean 9,64 kvadratkilometer. Vattendraget som avvattnar avrinningsområdet har biflödesordning 4, vilket innebär att vattnet flödar genom totalt 4 vattendrag innan det når havet efter 178 kilometer. Avrinningsområdet består mestadels av skog (69 procent). Avrinningsområdet har 0,09 kvadratkilometer vattenytor vilket ger det en sjöprocent på 1,1 procent. Bebyggelsen i området täcker en yta av 1,35 kvadratkilometer eller 17 procent av avrinningsområdet.